# Säterbo socken
Säterbo socken i Västmanland ingick i Åkerbo härad upplöstes 1947 och området är sedan 1971 en del av Arboga kommun, från 2016 inom Arboga stadsdistrikt och Arboga landsdistrikt.
Socknens areal var 50,58 kvadratkilometer land. År 1947 fanns här 537 invånare. Sockenkyrkan Säterbo kyrka ligger i socknen. 

## Administrativ historik
Säterbo socken har medeltida ursprung, före 1622 ingick socknen i Västerrekarne härad i Södermanland.
Vid kommunreformen 1862 övergick socknens ansvar för de kyrkliga frågorna till Säterbo församling och för de borgerliga frågorna till Säterbo landskommun. 1947 upplöstes socken och 33,41 kvadratkilometer av den överfördes till Arboga stad och Arboga stadsförsamling, 16,17 till Arboga socken och Arboga landsförsamling och 1,00 till Kung Karls socken.
1 januari 2016 inrättades distrikten Arboga stadsdistrikt, med samma omfattning som Arboga stadsförsamling fick 1947 samt Arboga landsdsdistrikt, med samma omfattning som Arboga landsförsamling fick 1947, och vari detta sockenområde ingår.
Socknen har tillhört fögderier, tingslag och domsagor enligt vad som beskrivs i artikeln Åkerbo härad.  De indelta soldaterna tillhörde Västmanlands regemente, Kungsörs kompani, Livregementets grenadjärkår, Kungsörs kompani och Livregementets husarkår.

## Geografi
Säterbo socken låg sydost om Arboga, söder om Arbogaån och norr om Hjälmaren. Socknen är en skogsbygd.

## Namnet
Namnet (1291 'Sæterboherdhe') har efterleden härad, 'bygd' och förleden säter, 'utmarksäng'.

## Befolkningsutveckling
| Befolkningsutvecklingen i Säterbo socken 1810–1940                                                      | Befolkningsutvecklingen i Säterbo socken 1810–1940 | Befolkningsutvecklingen i Säterbo socken 1810–1940 | Befolkningsutvecklingen i Säterbo socken 1810–1940 | Befolkningsutvecklingen i Säterbo socken 1810–1940 |
| --- | -------------------------------------------------- | -------------------------------------------------- | -------------------------------------------------- | -------------------------------------------------- |
| |                                                    |                                                    |                                                    |                                                    |
| År |                                                    |                                                    | Folkmängd                                          |                                                    |
| 1810 | 1810                                               |                                                    | 582                                                |                                                    |
| 1820 | 1820                                               |                                                    | 682                                                |                                                    |
| 1830 | 1830                                               |                                                    | 824                                                |                                                    |
| 1840 | 1840                                               |                                                    | 846                                                |                                                    |
| 1850 | 1850                                               |                                                    | 814                                                |                                                    |
| 1860 | 1860                                               |                                                    | 846                                                |                                                    |
| 1870 | 1870                                               |                                                    | 868                                                |                                                    |
| 1880 | 1880                                               |                                                    | 908                                                |                                                    |
| 1890 | 1890                                               |                                                    | 933                                                |                                                    |
| 1900 | 1900                                               |                                                    | 968                                                |                                                    |
| 1910 | 1910                                               |                                                    | 958                                                |                                                    |
| 1920 | 1920                                               |                                                    | 853                                                |                                                    |
| 1930 | 1930                                               |                                                    | 768                                                |                                                    |
| 1940 | 1940                                               |                                                    | 651                                                |                                                    |
| Anm: Källor: Umeå universitet - Tabellverket 1749-1859, Demografiska databasen, CEDAR, Umeå universitet |                                                    |                                                    |                                                    |                                                    |